# Ајрис Џохансен
Ајрис Џохансен (енгл. Iris Johansen; Сент Луис, 7. април 1938) је америчка списатељица. Најчешће пише романе чије су теме криминал и љубав. Живи у Џорџији и удата је. Њен син, Рој Џохансен је сценариста и писац, добитник награде Едгар. Њена кћерка Тамара је њен асистент. 